# Отвоцьк
Отвоцьк (пол. Otwock) — місто в центрально-східній Польщі. Адміністративний центр Отвоцького повіту Мазовецького воєводства. Належить до Варшавської агломерації. Через місто протікає річка Свідер.

## Географія
Місто розташоване в центрі Мазовецького воєводства на відстані 25 км на південний схід від Варшави. Лежить на лівому березі річки Свідер на прикордонні долини середньої Вісли та Гарволинської рівнини. Західною природною межею міста є річка Вісла. На північному сході та півночі Отвоцьк межує з містом Юзефув, на сході — з ґміною Вйонзовна, на півдні — з містом Карчев та ґміною Целестинув.

## Історія
1916 року Отвоцьк отримав права міста.

## Пам'ятки
- Отвоцький замок

## Демографія
Демографічна структура станом на 31 березня 2011 року:
|          | Загалом | Допрацездатний вік | Працездатний вік | Постпрацездатний вік |
| -------- | ------- | ------------------ | ---------------- | -------------------- |
| Чоловіки | 21072   | 4315               | 14111            | 2646                 |
| Жінки    | 23736   | 3941               | 13594            | 6201                 |
| Разом    | 44808   | 8256               | 27705            | 8847                 |

## Відомі люди

### Народилися
- Павел Випих (пол. Paweł Wypych; 1968—2010) — польський урядник, який загинув в авіакатастрофі президентського ТУ-154 під Смоленськом.[6]
- Уршуля Келян (пол. Urszula Kielan, нар. 1960) — польська легкоатлетка, срібна призерка Літніх Олімпійських ігор 1980 року зі стрибків у висоту.[7]
- Леон Шатцшнайдер (пол. Leon Szatzsznajder; 1881—1972) — польський художник німецького походження.[8]

### Пов'язані з містом
- Ірена Сендлерова (пол. Irena Stanisława Sendlerowa, дівоче — Кшижановська пол. Krzyżanowska; 1910—2008) — активістка підпільного руху, праведник народів світу; під час Голокосту врятувала понад 2500 єврейських дітей з Варшавського гетто; мешкала і працювала в Отвоцьку до початку нацистської окупації Польщі[9].
- Кароль Ольпінський (пол. Karol Mieczysław Olpiński; 1876—1944) — польський правник, державний і політичний діяч, перший тернопільський воєвода, помер у колишньому поселенні Свідер (пол. Świder),[10] яке тепер входить до складу міста.
- Слава Пшибильська (пол. Sława Przybylska; нар. 1931) — польська естрадна співачка, живе в місті.[11].